# Božidar Lavrič
Božidar Lavrič, slovenski zdravnik, častnik, komunist in prvoborec, * 10. november 1899, Nova vas, † 15. november 1961, Ljubljana.
Pred drugo svetovno vojno je bil predsednik Rotary kluba Ljubljana. Leta 1941 je postal član KPS in vstopil v NOB. Leta 1942 je bil ujet in zaprt do konca vojne. Po vojni je bil osebni zdravnik Josipa Broza Tita. Med letoma 1956 in 1958 je bil rektor Univerze v Ljubljani, od 1950 do smrti pa glavni tajnik SAZU.
Leta 1999 je bil upodobljen na ovitku prvi dan.

## Napredovanja
- rezervni polkovnik JLA (?)

## Odlikovanja
- red dela I. stopnje
- red zaslug za ljudstvo I. stopnje
- red zaslug za ljudstvo II. stopnje
- red jugoslovanske zastave II. stopnje
- red bratstva in enotnosti II. stopnje
- partizanska spomenica 1941
- več tujih odlikovanj